# Anne Oterholm
Anne Oterholm, född den 18 januari 1964 i Illinois, USA, är en norsk författare och litteraturkritiker.
Hon är en stilsäker minimalist som i de handlingsfattiga kortromanerna ikke noe annet enn det du vil (1995) och Avbrutt selskap (1996) tar upp erotiska motiv på ett originellt sätt. Mer filosofisk är Avslutningen (1999). Tilfeldigvis begjær (2001) är en stilistiskt genomförd roman om lust och tristess. Etter kaffen (2002) och Sannheten (2004) uppvisar samma säkra grepp om litterära verkningsmedel och strukturer.
Oterholm gav 2009 ut Toget fra Ajaccio, en förtätad roman om en man på resa genom Sydfrankrike. Hemma i Norge sitter hans kvinnliga syssling och skriver hans historia med hjälp av dagboksanteckningar som han skickar till henne.
Hon är ledare för Den norske Forfatterforening från 2005.